# Shine a Light Tour
Shine A Light Tour è il tour mondiale a supporto dell'album Shine a Light pubblicato il 1º marzo 2019 dal cantante rock canadese Bryan Adams.
Il partner logistico ufficiale del tour è stato affidato alla compagnia di trasporti DHL.
DHL e Bryan Adams condividono una forte passione per la sostenibilità: Adams con progetti di protezione ambientale con la The Bryan Adams Foundation e il Gruppo Deutsche Post DHL con il suo programma di protezione ambientale e climatica GoGreen.
In linea con Mission 2050: Zero Emissions, DHL ha accettato di piantare un albero per ogni biglietto venduto nel tour mondiale.
In 17 date, dell'estate 2020, era in programma il tour con i Bon Jovi negli Stati Uniti d'America. A causa di COVID-19, il 2020 Tour dei Bon Jovi, è stato cancellato.

## Tappe del Shine A Light World Tour 2019/20/21/22
- Shine A Light Tour Canada 2019[6]
- Shine A Light Tour UK / Europe 2019[7]
- Shine A Light Tour New Zealand / Australia 2019[8][9]
- Shine A Light Tour USA 2019[10]
- Shine A Light Tour South American 2019[11]
- Shine A Light Tour Europe 2020 (Comprende date posticipate al 2022)[5]
- Shine A Light Tour USA 2020 (Date cencellate)[5]
- Shine A Light Tour UK 2020 (Date posticipate al 2021)[12]
- USA summer 2020 with Bon Jovi (Date cancellate)[5][13]
- Shine A Light Tour Canada 2020 (Date posticipate)[5]

## Artisti d'apertura
La seguente lista rappresenta gli artisti d'apertura il numero di date e il luogo.
- Billy Idol = 8 (Stati Uniti 2019)[14]
- Mahalia Barnes = 5 (Nuova Zelanda / Australia tour 2019)[15]
- Mark Seymour, Busby Marou e Pierce Brothers = 1(Nuova Zelanda / Australia 2019)[16]

## Ospiti speciali
- 24 marzo 2019: High Voltage con Jimmy Barnes e Tash Wolf

## Date del tour
| Numero | Data       | Luogo                                                  | Bandiera                                             | Nazione               |
| ------ | ---------- | ------------------------------------------------------ | ---------------------------------------------------- | --------------------- |
| 1      | 22/01/2019 | Avenir Centre, Moncton                                 | Canada (bandiera)                                    | Canada                |
| 2      | 23/01/2019 | Scotiabank Centre, Halifax                             | Canada (bandiera)                                    | Canada                |
| 3      | 25/01/2019 | Videotron Centre, Québec                               | Canada (bandiera)                                    | Canada                |
| 4      | 26/01/2019 | Centre Bell, Montréal                                  | Canada (bandiera)                                    | Canada                |
| 5      | 27/01/2019 | Leon's Centre, Kingston                                | Canada (bandiera)                                    | Canada                |
| 6      | 29/01/2019 | Tribute Communities Centre, Oshawa                     | Canada (bandiera)                                    | Canada                |
| 7      | 30/01/2019 | Kitchener Auditorium, Kitchener                        | Canada (bandiera)                                    | Canada                |
| 8      | 31/01/2019 | Budweiser Gardens, London                              | Canada (bandiera)                                    | Canada                |
| 9      | 1/02/2019  | Meridian Centre, St. Catharines                        | Canada (bandiera)                                    | Canada                |
| 10     | 15/02/2019 | Seven Mile Beach, George Town                          | Regno Unito (bandiera) · Isole Cayman (bandiera)     | Isole Cayman          |
| 11     | 25/02/2019 | The SSE Arena, Belfast                                 | Regno Unito (bandiera) · Irlanda del Nord (bandiera) | Irlanda del Nord      |
| 12     | 27/02/2019 | Wembley Arena, Londra                                  | Regno Unito (bandiera)                               | Regno Unito           |
| 13     | 1/03/2019  | Sheffield Arena, Sheffield                             | Regno Unito (bandiera)                               | Regno Unito           |
| 14     | 2/03/2019  | Motorpoint Arena, Nottingham                           | Regno Unito (bandiera)                               | Regno Unito           |
| 15     | 3/03/2019  | Echo Arena, Liverpool                                  | Regno Unito (bandiera)                               | Regno Unito           |
| 16     | 4/03/2019  | PRYZM Club, Kingston upon Thames                       | Regno Unito (bandiera)                               | Regno Unito           |
| 17     | 4/03/2019  | PRYZM Club, Kingston upon Thames                       | Regno Unito (bandiera)                               | Regno Unito           |
| 18     | 5/03/2019  | Motorpoint Arena, Cardiff                              | Regno Unito (bandiera)                               | Regno Unito           |
| 19     | 6/03/2019  | International Centre, Bournemouth                      | Regno Unito (bandiera)                               | Regno Unito           |
| 20     | 12/03/2019 | Spark Arena, Auckland                                  | Nuova Zelanda (bandiera)                             | Nuova Zelanda         |
| 21     | 14/03/2019 | TSBBank Arena, Wellington                              | Nuova Zelanda (bandiera)                             | Nuova Zelanda         |
| 22     | 16/03/2019 | Trafalgar Park, Nelson                                 | Nuova Zelanda (bandiera)                             | Nuova Zelanda         |
| 23     | 21/03/2019 | Rod Laver Arena, Melbourne                             | Australia (bandiera)                                 | Australia             |
| 24     | 22/0372019 | WIN Enter. Centre, Wollongong                          | Australia (bandiera)                                 | Australia             |
| 25     | 23/03/2019 | Bimbadgen, Hunter Valley                               | Australia (bandiera)                                 | Australia             |
| 26     | 24/03/2019 | ICC Sydney Theatre, Sydney                             | Australia (bandiera)                                 | Australia             |
| 27     | 27/03/2019 | Kings Park & Botanic Garden, Perth                     | Australia (bandiera)                                 | Australia             |
| 28     | 4/05/2019  | Charlotte Amphitheatre, Charlotte                      | Stati Uniti (bandiera)                               | Stati Uniti d'America |
| 29     | 6/05/2019  | Daily’s Place, Jacksonville                            | Stati Uniti (bandiera)                               | Stati Uniti d'America |
| 30     | 7/05/2019  | Al Lang Live, Saint Petersburg                         | Stati Uniti (bandiera)                               | Stati Uniti d'America |
| 31     | 9/05/2019  | Bold Sphere Music, New Orleans                         | Stati Uniti (bandiera)                               | Stati Uniti d'America |
| 32     | 10/05/2019 | The Wharf Amphitheater, Orange Beach                   | Stati Uniti (bandiera)                               | Stati Uniti d'America |
| 33     | 11/05/2019 | Ameris Bank Amphitheatre, Alpharetta                   | Stati Uniti (bandiera)                               | Stati Uniti d'America |
| 34     | 12/05/2019 | Red Hat Amphitheater, Raleigh                          | Stati Uniti (bandiera)                               | Stati Uniti d'America |
| 35     | 11/06/2019 | Olympiahalle, Monaco di Baviera                        | Germania (bandiera)                                  | Germania              |
| 36     | 12/06/2019 | Schleyer-Halle, Stoccarda                              | Germania (bandiera)                                  | Germania              |
| 37     | 14/06/2019 | Forest National, Bruxelles                             | Belgio (bandiera)                                    | Belgio                |
| 38     | 16/06/2019 | Ahoy Rotterdam, Rotterdam                              | Paesi Bassi (bandiera)                               | Paesi Bassi           |
| 39     | 17/06/2019 | Festhalle, Francoforte                                 | Germania (bandiera)                                  | Germania              |
| 40     | 18/06/2019 | König Pilsener Arena, Oberhausen                       | Germania (bandiera)                                  | Germania              |
| 41     | 20/06/2019 | Mercedes-Benz Arena, Berlino                           | Germania (bandiera)                                  | Germania              |
| 42     | 21/06/2019 | Ergo Arena, Danzica                                    | Polonia (bandiera)                                   | Polonia               |
| 43     | 22/06/2019 | Pergola, Breslavia                                     | Polonia (bandiera)                                   | Polonia               |
| 44     | 23/06/2019 | Clam Live, Klam                                        | Austria (bandiera)                                   | Austria               |
| 45     | 2/07/2019  | Centre Bell, Montréal                                  | Canada (bandiera)                                    | Canada                |
| 46     | 4/07/2019  | Budweiser Stage, Toronto                               | Canada (bandiera)                                    | Canada                |
| 47     | 6/07/2019  | Thunder Bay Blues Festival, Thunder Bay                | Canada (bandiera)                                    | Canada                |
| 48     | 8/07/2019  | Bell MTS Place, Winnipeg                               | Canada (bandiera)                                    | Canada                |
| 49     | 10/07/2019 | SaskTel Centre, Saskatoon                              | Canada (bandiera)                                    | Canada                |
| 50     | 12/07/2019 | Millennium Park, Calgary                               | Canada (bandiera)                                    | Canada                |
| 51     | 13/07/2019 | SMS Stadium, Fort McMurray                             | Canada (bandiera)                                    | Canada                |
| 52     | 1/08/2019  | Bank of New Hampshire Pavilion, Gilford                | Stati Uniti (bandiera)                               | Stati Uniti d'America |
| 53     | 2/08/2019  | Darling’s Waterfront Pavilion, Bangor                  | Stati Uniti (bandiera)                               | Stati Uniti d'America |
| 54     | 3/08/2019  | Mohegan Sun Arena, Montville                           | Stati Uniti (bandiera)                               | Stati Uniti d'America |
| 55     | 4/08/2019  | Northwell Health at Jones Beach Theater, Wantagh       | Stati Uniti (bandiera)                               | Stati Uniti d'America |
| 56     | 6/08/2019  | St. Joseph's Health Amphitheater at Lakeview, Syracuse | Stati Uniti (bandiera)                               | Stati Uniti d'America |
| 57     | 7/08/2019  | DTE Energy Music Theatre, Clarkston                    | Stati Uniti (bandiera)                               | Stati Uniti d'America |
| 58     | 9/08/2019  | Darien Lake Amphitheater, Darien Center                | Stati Uniti (bandiera)                               | Stati Uniti d'America |
| 59     | 10/08/2019 | PNC Bank Arts Center, Holmdel                          | Stati Uniti (bandiera)                               | Stati Uniti d'America |
| 60     | 11/08/2019 | Santander Arena, Reading                               | Stati Uniti (bandiera)                               | Stati Uniti d'America |
| 61     | 12/08/2019 | Jiffy Lube Live, Bristow                               | Stati Uniti (bandiera)                               | Stati Uniti d'America |
| 62     | 14/08/2019 | UPMC Events Center, Pittsburgh                         | Stati Uniti (bandiera)                               | Stati Uniti d'America |
| 63     | 15/08/2019 | TaxSlayer Center, Moline                               | Stati Uniti (bandiera)                               | Stati Uniti d'America |
| 64     | 13/09/2019 | Fantasy Springs Resort & Casino, Indio                 | Stati Uniti (bandiera)                               | Stati Uniti d'America |
| 65     | 14/09/2019 | Kaaboo Del Mar, San Diego                              | Stati Uniti (bandiera)                               | Stati Uniti d'America |
| 66     | 15/09/2019 | Toyota Amphitheatre, Wheatland                         | Stati Uniti (bandiera)                               | Stati Uniti d'America |
| 67     | 17/09/2019 | Ford Idaho Center Arena, Boise                         | Stati Uniti (bandiera)                               | Stati Uniti d'America |
| 68     | 18/09/2019 | WAMU Theater, Seattle                                  | Stati Uniti (bandiera)                               | Stati Uniti d'America |
| 69     | 19/09/2019 | Theater of the Clouds, Portland                        | Stati Uniti (bandiera)                               | Stati Uniti d'America |
| 70     | 20/09/2019 | Matthew Knight Arena, Eugene                           | Stati Uniti (bandiera)                               | Stati Uniti d'America |
| 71     | 21/09/2019 | Shoreline Amphitheatre, Mountain View                  | Stati Uniti (bandiera)                               | Stati Uniti d'America |
| 72     | 28/09/2019 | Piazza degli Eroi, Budapest                            | Ungheria (bandiera)                                  | Ungheria              |
| 73     | 8/10/2019  | Coca-Cola Amphitheatre, Alajuela                       | Costa Rica (bandiera)                                | Costa Rica            |
| 74     | 11/10/2019 | Plaza Arena, Lima                                      | Perù (bandiera)                                      | Perù                  |
| 75     | 14/10/2019 | Antel Arena, Montevideo                                | Uruguay (bandiera)                                   | Uruguay               |
| 76     | 16/10/2019 | Luna Park, Buenos Aires                                | Argentina (bandiera)                                 | Argentina             |
| 77     | 18/10/2019 | Allianz Hall, San Paolo                                | Brasile (bandiera)                                   | Brasile               |
| 78     | 19/10/2019 | Jeunesse Arena, Rio de Janeiro                         | Brasile (bandiera)                                   | Brasile               |
| 79     | 8/11/2019  | Kärnten Halle, Klagenfurt                              | Austria (bandiera)                                   | Austria               |
| 80     | 10/11/2019 | Štark Arena, Belgrado                                  | Serbia (bandiera)                                    | Serbia                |
| 81     | 11/11/2019 | BTarena, Cluj-Napoca                                   | Romania (bandiera)                                   | Romania               |
| 82     | 13/11/2019 | Sportski centar Boris Trajkovski, Skopje               | Macedonia del Nord (bandiera)                        | Macedonia del Nord    |
| 83     | 14/11/2019 | Kolodruma, Plovdiv                                     | Bulgaria (bandiera)                                  | Bulgaria              |
| 84     | 16/11/2019 | Ülker Sports Arena, Istanbul                           | Turchia (bandiera)                                   | Turchia               |
| 85     | 18/11/2019 | O.A.K.A. Olympic Indoor Hall, Atene                    | Grecia (bandiera)                                    | Grecia                |
| 86     | 3/12/2019  | Palacio de Deportes, Murcia                            | Spagna (bandiera)                                    | Spagna                |
| 87     | 5/12/2019  | Polideportivo San Pablo, Siviglia                      | Spagna (bandiera)                                    | Spagna                |
| 88     | 6/12/2019  | Altice Arena, Lisbona                                  | Portogallo (bandiera)                                | Portogallo            |
| 89     | 7/12/2019  | Altice Forum, Braga                                    | Portogallo (bandiera)                                | Portogallo            |
| 90     | 9/12/2019  | WiZink Center, Madrid                                  | Spagna (bandiera)                                    | Spagna                |
| 91     | 10/12/2019 | BEC, Bilbao                                            | Spagna (bandiera)                                    | Spagna                |
| 92     | 11/12/2019 | Palau Sant Jordi, Barcellona                           | Spagna (bandiera)                                    | Spagna                |
| 93     | 13/12/2019 | Hallenstadion, Zurigo                                  | Svizzera (bandiera)                                  | Svizzera              |
| 94     | 14/12/2019 | Unipol Arena, Casalecchio di Reno                      | Italia (bandiera)                                    | Italia                |
| 95     | 15/12/2019 | Mediolanum Forum, Assago                               | Italia (bandiera)                                    | Italia                |
| 96     | 31/12/2019 | Queen Victoria Park, Niagara Falls                     | Canada (bandiera)                                    | Canada                |
| 97     | 31/01/2020 | KAEC Outdoor Venue, King Abdullah Economic City        | Arabia Saudita (bandiera)                            | Arabia Saudita        |
| 98     | 6/03/2020  | Saku Suurhall, Tallinn                                 | Estonia (bandiera)                                   | Estonia               |
| 99     | 7/03/2020  | Espoo Arena, Espoo                                     | Finlandia (bandiera)                                 | Finlandia             |
| 100    | 10/11/2021 | Encore Theater, Las Vegas                              | Stati Uniti (bandiera)                               | Stati Uniti d'America |
| 101    | 12/11/2021 | Encore Theater, Las Vegas                              | Stati Uniti (bandiera)                               | Stati Uniti d'America |
| 102    | 13/11/2021 | Encore Theater, Las Vegas                              | Stati Uniti (bandiera)                               | Stati Uniti d'America |
| 103    | 17/11/2021 | Encore Theater, Las Vegas                              | Stati Uniti (bandiera)                               | Stati Uniti d'America |
| 104    | 19/11/2021 | Encore Theater, Las Vegas                              | Stati Uniti (bandiera)                               | Stati Uniti d'America |
| 105    | 20/11/2021 | Encore Theater, Las Vegas                              | Stati Uniti (bandiera)                               | Stati Uniti d'America |

### Date annullate e in riprogrammazione
Concerti cancellati e in attesa di riprogrammazione a causa della diffusione della Pandemia di COVID-19 del 2019-2021.
| Numero        | Data       | Luogo | Bandiera                 | Nazione               |
| ------------- | ---------- | --- | ------------------------ | --------------------- |
| (Annullato)   | 17/03/2019 | Hagley Park, Christchurch Concerto annullato per motivi di sicurezza e per rispetto delle vittime degli Attentati di Christchurch del 15 marzo 2019 in Nuova Zelanda.                                 | Nuova Zelanda (bandiera) | Nuova Zelanda         |
| (Annullato)   | 22/10/2019 | Movistar Arena, Santiago del Cile Concerto annullato per motivi di sicurezza a causa delle recenti rivolte nella città di Santiago del Cile e dell'incertezza su quando finirà lo stato di emergenza. | Cile (bandiera)          | Cile                  |
| (Annullato)   | 22/04/2020 | Wynn Las Vegas, Las Vegas Concerto posticipato, al momento a data da destinarsi, causa della diffusione della Pandemia di COVID-19 del 2019-2021                                                      | Stati Uniti (bandiera)   | Stati Uniti d'America |
| (Annullato)   | 24/04/2020 | Wynn Las Vegas, Las Vegas Concerto posticipato, al momento a data da destinarsi, causa della diffusione della Pandemia di COVID-19 del 2019-2021                                                      | Stati Uniti (bandiera)   | Stati Uniti d'America |
| (Annullato)   | 25/04/2020 | Wynn Las Vegas, Las Vegas Concerto posticipato, al momento a data da destinarsi, causa della diffusione della Pandemia di COVID-19 del 2019-2021                                                      | Stati Uniti (bandiera)   | Stati Uniti d'America |
| (Annullato)   | 10/06/2020 | Tacoma Dome, Tacoma - Bon Jovi Concerto annullato, causa della diffusione della Pandemia di COVID-19 del 2019-2021.                                                                                   | Stati Uniti (bandiera)   | Stati Uniti d'America |
| (Annullato)   | 11/06/2020 | Moda Center, Portland - Bon Jovi Concerto annullato, causa della diffusione della Pandemia di COVID-19 del 2019-2021.                                                                                 | Stati Uniti (bandiera)   | Stati Uniti d'America |
| (Annullato)   | 13/06/2020 | Golden 1 Center, Sacramento - Bon JoviConcerto annullato, causa della diffusione della Pandemia di COVID-19 del 2019-2021.                                                                            | Stati Uniti (bandiera)   | Stati Uniti d'America |
| (Annullato)   | 16/06/2020 | SAP Center, San Jose - Bon Jovi Concerto annullato, causa della diffusione della Pandemia di COVID-19 del 2019-2021.                                                                                  | Stati Uniti (bandiera)   | Stati Uniti d'America |
| (Annullato)   | 18/06/2020 | The Forum, Los Angeles - Bon Jovi Concerto annullato, causa della diffusione della Pandemia di COVID-19 del 2019-2021.                                                                                | Stati Uniti (bandiera)   | Stati Uniti d'America |
| (Annullato)   | 23/06/2020 | AT&T Center, San Antonio - Bon Jovi Concerto annullato, causa della diffusione della Pandemia di COVID-19 del 2019-2021.                                                                              | Stati Uniti (bandiera)   | Stati Uniti d'America |
| (Annullato)   | 25/06/2020 | American Airlines Center, Dallas - Bon Jovi Concerto annullato, causa della diffusione della Pandemia di COVID-19 del 2019-2021.                                                                      | Stati Uniti (bandiera)   | Stati Uniti d'America |
| (Annullato)   | 26/06/2020 | BOK Center, Tulsa - Bon Jovi Concerto annullato, causa della diffusione della Pandemia di COVID-19 del 2019-2021.                                                                                     | Stati Uniti (bandiera)   | Stati Uniti d'America |
| (Annullato)   | 14/07/2020 | Prudential Center, Newark - Bon Jovi Concerto annullato, causa della diffusione della Pandemia di COVID-19 del 2019-2021.                                                                             | Stati Uniti (bandiera)   | Stati Uniti d'America |
| (Annullato)   | 16/07/2020 | TD Garden, Boston - Bon Jovi Concerto annullato, causa della diffusione della Pandemia di COVID-19 del 2019-2021.                                                                                     | Stati Uniti (bandiera)   | Stati Uniti d'America |
| (Annullato)   | 17/07/2020 | TD Garden, Boston - Bon Jovi Concerto annullato, causa della diffusione della Pandemia di COVID-19 del 2019-2021.                                                                                     | Stati Uniti (bandiera)   | Stati Uniti d'America |
| (Annullato)   | 19/07/2020 | Little Caesars Arena, Detroit - Bon Jovi Concerto annullato, causa della diffusione della Pandemia di COVID-19 del 2019-2021.                                                                         | Stati Uniti (bandiera)   | Stati Uniti d'America |
| (Annullato)   | 21/07/2020 | United Center, Chicago - Bon Jovi Concerto annullato, causa della diffusione della Pandemia di COVID-19 del 2019-2021.                                                                                | Stati Uniti (bandiera)   | Stati Uniti d'America |
| (Annullato)   | 23/07/2020 | Enterprise Center, Saint Louis - Bon Jovi Concerto annullato, causa della diffusione della Pandemia di COVID-19 del 2019-2021.                                                                        | Stati Uniti (bandiera)   | Stati Uniti d'America |
| (Annullato)   | 25/07/2020 | Capital One Arena, Washington - Bon Jovi Concerto annullato, causa della diffusione della Pandemia di COVID-19 del 2019-2021.                                                                         | Stati Uniti (bandiera)   | Stati Uniti d'America |
| (Annullato)   | 27/07/2020 | Madison Square Garden, New York - Bon Jovi Concerto annullato, causa della diffusione della Pandemia di COVID-19 del 2019-2021.                                                                       | Stati Uniti (bandiera)   | Stati Uniti d'America |
| (Annullato)   | 28/07/2020 | Madison Square Garden, New York - Bon Jovi Concerto annullato, causa della diffusione della Pandemia di COVID-19 del 2019-2021.                                                                       | Stati Uniti (bandiera)   | Stati Uniti d'America |
| (Posticipato) | 15/08/2020 | International Balloon Festival, Saint-Jean-sur-Richelieu Concerto posticipato, al momento a data da destinarsi, causa della diffusione della Pandemia di COVID-19 del 2019-2021                       | Canada (bandiera)        | Canada                |
| (Posticipato) | 18/08/2020 | Place Bell, Laval Concerto posticipato, al momento a data da destinarsi, causa della diffusione della Pandemia di COVID-19 del 2019-2021.                                                             | Canada (bandiera)        | Canada                |
| (Posticipato) | 19/08/2020 | Amphithéâtre Cogeco, Trois-Rivières Concerto posticipato, al momento a data da destinarsi, causa della diffusione della Pandemia di COVID-19 del 2019-2021                                            | Canada (bandiera)        | Canada                |
| (Posticipato) | 21/08/2020 | Place Festivalma, Alma Concerto posticipato, al momento a data da destinarsi, causa della diffusione della Pandemia di COVID-19 del 2019-2021                                                         | Canada (bandiera)        | Canada                |
| (Posticipato) | 25/10/2020 | Stagecoach Festival, Indio | Stati Uniti (bandiera)   | Stati Uniti d'America |
| (Annullato)   | 26/06/2021 | Bristol city centre, Bristol | Regno Unito (bandiera)   | Regno Unito           |
| (Annullato)   | 6/07/2021  | Powderham Castle, Exeter | Regno Unito (bandiera)   | Regno Unito           |
| (Annullato)   | 8/07/2021  | St Lawrence Ground, Canterbury | Regno Unito (bandiera)   | Regno Unito           |

## Scaletta
La scaletta è rappresentativa del 24 marzo 2019, non di tutte le altre date del Shine a Light Tour.
1. Ultimate Love
2. Can't Stop This Thing We Started
3. Run to You
4. Shine a Light
5. Heaven
6. Go Down Rockin'
7. It's Only Love
8. Please Stay
9. Cloud Number Nine
10. You Belong To Me
11. Summer of '69
12. Here I Am (solo acoustic)
13. When You're Gone (solo acoustic)
14. (Everything I Do) I Do It for You
15. Back to You
16. Somebody
17. I'll Always Be Right There
18. The Only Thing That Looks Good on Me Is You
19. Cuts Like a Knife
20. 18 Til I Die
21. Into the Fire
22. Thought I'd Died and Gone to Heaven
23. There Will Never Be Another Tonight
24. Please Forgive Me
25. Brand New Day
26. I Could Get Used to This
27. I Fought the Law (The Crickets cover)
28. High Voltage (AC/DC cover, con Jimmy Barnes)
29. Whiskey in the Jar (The Dubliners cover)
30. All for Love (solo acoustic)

## Band di supporto
- Bryan Adams - Chitarra, Cantante
- Keith Scott - Chitarra
- Mickey Curry - Batteria
- Gary Breit  - Tastiere
- Solomon Walker - Basso